# Deutsche Höhere Privatschule Windhoek
La Deutsche Höhere Privatschule, o por sus siglas DHPS como se conoce comúnmente,o bien en  español Escuela privada superior alemana Windhoek es una escuela privada en Namibia. Situada en la capital Windhoek, es la escuela secundaria privada más antigua del país. Siendo una escuela de encuentro namibio-alemana y una de las 140 escuelas alemanas en el extranjero, el DHPS es también una de las escuelas internacionales alemanas más grandes de África. El director es Kristin Eichholz.
El DHPS también ofrece instalaciones de internado, un jardín de infancia y preescolar y grados primarios y secundarios desde el 1.º al 12.º grado. Diversas instalaciones deportivas forman parte del espacioso campus en el centro de la ciudad, por ejemplo, piscina, canchas de baloncesto, campos de fútbol, campo de voleibol de playa y pista de hockey sobre patines. Los becarios tienen la opción de salir con el NSSC, el «Certificado de Secundaria Superior de Namibia», en el grado 12, que los exime para las universidades de África del Sur y otras instituciones de África del Sur, o hacer el Deutsche Internationale Abiturprüfung (DIAP), el Examen de «Abiturismo Internacional Alemán», también en el grado 12.

## Historia
La escuela fue establecida en 1909 bajo el nombre de Kaiserliche Realschule o «Escuela Secundaria Imperial». Su nombre cambió a Deutsche Höhere Privatschule (Escuela Privada Superior Alemana) tras la abdicación del emperador alemán  Guillermo II. La escuela celebró su centenario en 2009 con la realización de muchos eventos durante el año. La DHPS está financiada por el Gobierno Federal Alemán, así como por las cuotas escolares.

## Campus
El campus de la escuela está en el centro de la ciudad y ofrece una gran variedad para cada grupo de edad. El jardín de infancia, el preescolar, el internado y el campo de deportes están a un lado y ofrecen, junto con la cafetería y el escenario al aire libre, una gran zona de entretenimiento (exterior) con parques infantiles, etc.
El internado ofrece diferentes secciones para los alumnos de los grados 1º a 4º, 5º a 9º y 10º a 12º, y los alumnos del grado 12º tienen el privilegio de tener menos supervisión en sus instalaciones.
El «edificio Kreutzberger» alberga a los grados 1º y 2º y el Centro Infantil y Juvenil del DHPS. El campo de hockey y el campo de deportes también están frente al edificio Kreutzberger. El campus principal consiste en aulas para los grados 3º-12º, los talleres de habilidades técnicas, el gimnasio, la biblioteca, etc.